# Социал-демократическая партия Австрии
Социа́л-демократи́ческая па́ртия А́встрии (СДПА, нем. Sozialdemokratische Partei Österreichs, SPÖ) — австрийская социал-демократическая политическая партия.

## История
Партия была создана 1 января 1889 года под названием Социал-демократическая рабочая партия Австрии (Sozialdemokratische Arbeiterpartei Österreichs) и является одной из наиболее крупных в стране. Хотя попытка образовать в Австро-Венгрии рабочую партию была предпринята ещё в 1874 году на съезде в городе Нойдорфль в Бургенланде, но проект не был реализован из-за противоречий между умеренными и радикальными, в том числе анархистскими группами. 
На партийном съезде в Хайнфельде, который состоялся с 30 декабря 1888 года до 1 января 1889, членами партии была принята Декларация основных принципов. 12 июля 1889 года вышел первый номер партийной газеты «Arbeiter-Zeitung». Первым лидером партии и редактором её органа стал Виктор Адлер. К началу XX века количество членов партии продолжает расти, особенно в Вене, промышленных районах Богемии, Моравии, Штирии, Нижней и Верхней Австрии.
В 1897 на Вимбергском (Венском) съезде было оформлено разделение партии на 6 национальных социал-демократических групп: вместо нее установлен федеративный союз шести национальных "социал-демократических групп": немецкой, чешской, польской, русинской, итальянской и южнославянской. Все эти группы были связаны между собой лишь общим съездом и общим Центральным правлением. 
В сентябре 1899 на съезде в Брюнне (Брно) Центральное правление партии было преобразовано в федеративный орган, состоявший из исполнительных комитетов национальных социал-демократических партий; принята «Брюннская программа», представлявшая собой компромисс между требованиями культурно-национальной и территориальной автономии. 
Требование «культурно-национальной автономии» Ленин подверг уничтожающей критике в работах «Критические заметки по национальному вопросу», «О праве наций на самоопределение».
В годы Первой мировой войны австрийская социал-демократия и её центральный орган Wiener "Arbeiter-Zeitung" (венская "Рабочая Газета") занимала социал-шовинистическую позицию.
В период между Первой и Второй мировыми войнами партия стояла на позициях австромарксизма, сложившегося под влиянием видных идеологов и идеологов Карла Каутского, Карла Реннера, Отто Бауэра, Макса Адлера, Рудольфа Гильфердинга, Виктора Адлера. Значительную роль сыграла разработанная под началом Отто Бауэра Линцская программа 1926 года, в которой отразились противоречия между левым и либеральным крыльями партии. 
После распада Австро-Венгерской империи в 1918 году первым федеральным канцлером (как и первым президентом Австрии после Второй мировой войны) стал социал-демократический лидер Карл Реннер. Австрийский социал-демократ Фридрих Адлер (сын Виктора Адлера) был ключевым деятелем «Двухсполовинного», или Венского, интернационала (1921—1923), а затем Социалистического рабочего интернационала.
В 1920-е СДПА пользовалась успехом, что породило феномен «Красной Вены», когда столица Австрии процветала под управлением социал-демократов, однако уже в начале 1930-х её сторонники подверглись репрессиям. После переворота крайне правого канцлера Энгельберта Дольфуса обыск в штаб-квартире социал-демократов в Линце в феврале 1934 года спровоцировал Гражданскую войну в Австрии — вооружённые столкновения между правительственными силами и созданной в 1923 году военизированной организацией СДПА — Республиканским шуцбундом. Затем как в годы австрофашистской диктатуры (1934—1938), так и после аншлюса к Германии (1938—1945 годы) партия была запрещена.
После освобождения страны возродилась в 1945 году под названием Социалистическая партия Австрии. В 1947 году левое крыло вышло из СПА и образовало Социалистическую рабочую партию Австрии, которая в 1956 году влилась в Коммунистическую партию Австрии. В 1991 году название партии было изменено на Социал-демократическую.
В послевоенный период Социалистическая партия Австрии поначалу на протяжении 1945–1966 годов образовывала правительственную большую коалицию с христианско-демократической Австрийской народной партией, в 1966–1970 годах находилась в оппозиции. В 1970—2000 годах и с 2007 года представители партии возглавляют австрийские правительства, начиная с Бруно Крайского (канцлер в 1970-1983), игравшего важную роль в международном социал-демократическом движении и Социнтерне.
Австрийские социал-демократы относятся к немногим партиям с этой идеологией, не так резко сменившим левые идеалы на рыночный фундаментализм. Однако в середине 80-х годов, когда страна испытывала экономические трудности и бюджетный дефицит, правительство социалиста Ф. Враницкого приступило к постепенной приватизации и отказу от регулирования экономики. Государственные банки и предприятия госсектора были или проданы местным и иностранным частным компаниям, или их акции поступили на австрийскую и зарубежные фондовые биржи. Приватизации подверглись энергетические, железнодорожные, сталелитейные, угледобывающие компании, заводы по производству пластмасс и другие. Министр финансов социалист Ф. Лацина уменьшил налог на высокие доходы. Политический курс партии и в период руководства В. Климы и А. Гузенбауэра отличался значительными рыночническими тенденциями.
Партия возглавляла коалиционное правительство с 2007 по 2017 год, после парламентских выборов 2017 года партия перешла в оппозицию правительствам Австрийской народной партии.
С 2023 года партию возглавляет Андреас Баблер, который победил на выборах руководства губернатора Бургенланда Ханса Петера Доскозила.
На парламентских выборах 2024 года партия заняла третье место, набрав 21.1%, показав худший за послевоенную историю результат. С марта 2025 года входит к коалиционное правительство Кристиана Штокера, вместе с Австрийской народной партией и NEOS.

## Руководители партии (Parteivorsitzende) с 1945 года

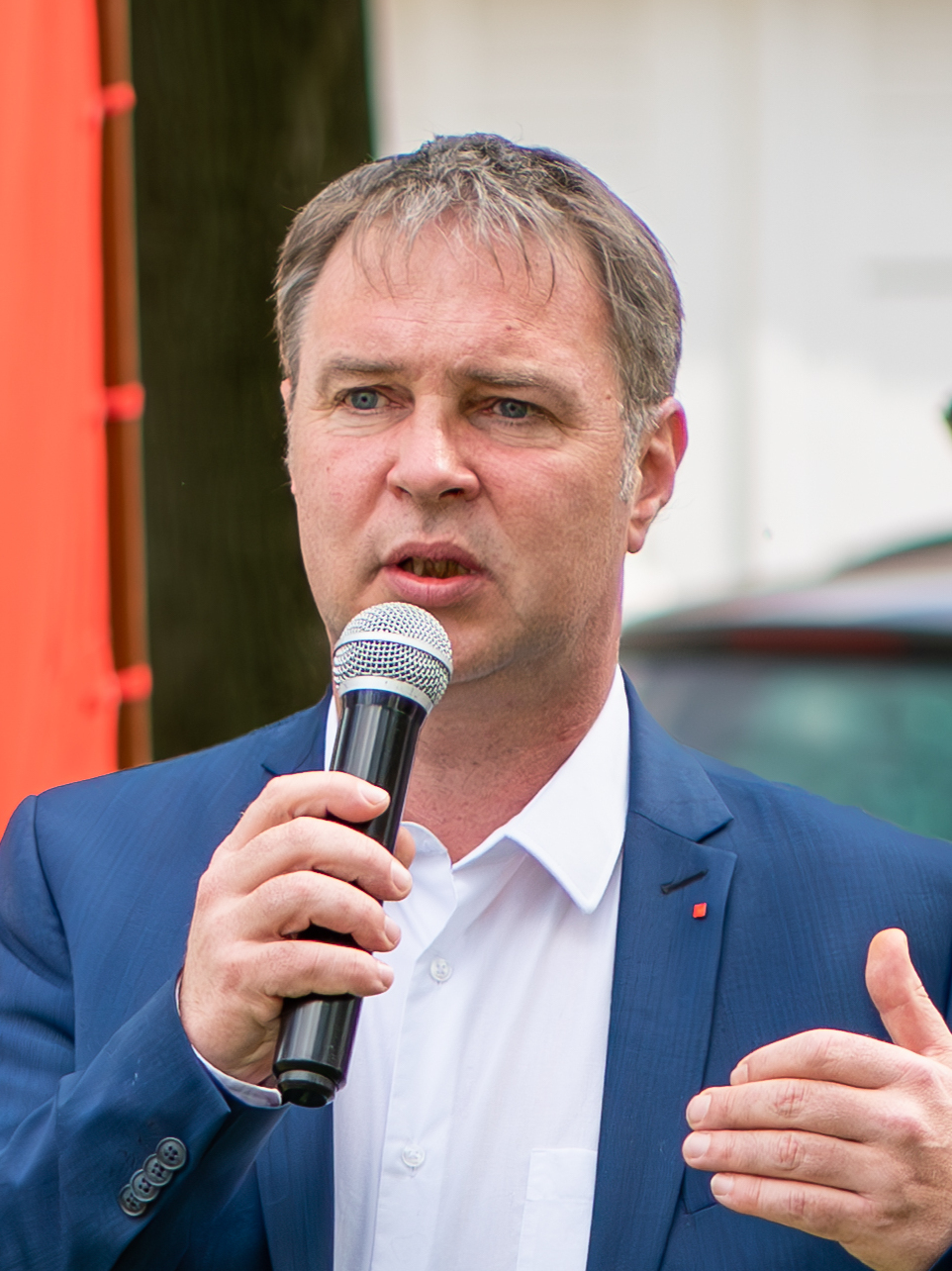
Председатель СДПА с июня 2023 года Андреас Баблер

- Адольф Шерф (1945—1957)
- Бруно Питтерман (1957—1967)
- Бруно Крайский (1967—1983)
- Фред Зиновац (1983—1988)
- Франц Враницкий (1988—1997)
- Виктор Клима (1997—2000)
- Альфред Гузенбауэр (2000—2008)
- Вернер Файманн (2008—2016)
- Кристиан Керн (2016—2018)
- Памела Ренди-Вагнер (2018—2023)
- Андреас Баблер (2023—н. в.)

## Социал-демократы —Федеральные канцлеры Австриис 1945 года
| Федеральные канцлеры Второй республики (с 1945 г.) | Федеральные канцлеры Второй республики (с 1945 г.) | Федеральные канцлеры Второй республики (с 1945 г.) | Федеральные канцлеры Второй республики (с 1945 г.) | Федеральные канцлеры Второй республики (с 1945 г.) |
| Канцлер                                            | Годы жизни                                         | Занимал пост                                       | Партия                                             |                                                    |
| -------------------------------------------------- | -------------------------------------------------- | -------------------------------------------------- | -------------------------------------------------- | -------------------------------------------------- |
| Карл Реннер                                        | 1870—1950                                          | 1945                                               | СДРПА/СДПА                                         |                                                    |
| Бруно Крайский                                     | 1911—1990                                          | 1970—1983                                          | СДПА                                               |                                                    |
| Фред Зиновац                                       | 1929—2008                                          | 1983—1986                                          | СДПА                                               |                                                    |
| Франц Враницкий                                    | 1937—                                              | 1986—1997                                          | СДПА                                               |                                                    |
| Виктор Клима                                       | 1947—                                              | 1997—2000                                          | СДПА                                               |                                                    |
| Альфред Гузенбауэр                                 | 1960—                                              | 2007—2008                                          | СДПА                                               |                                                    |
| Вернер Файман                                      | 1960—                                              | 2008—2016                                          | СДПА                                               |                                                    |
| Кристиан Керн                                      | 1966—                                              | 2016—2017                                          | СДПА                                               |                                                    |

## Организационная структура

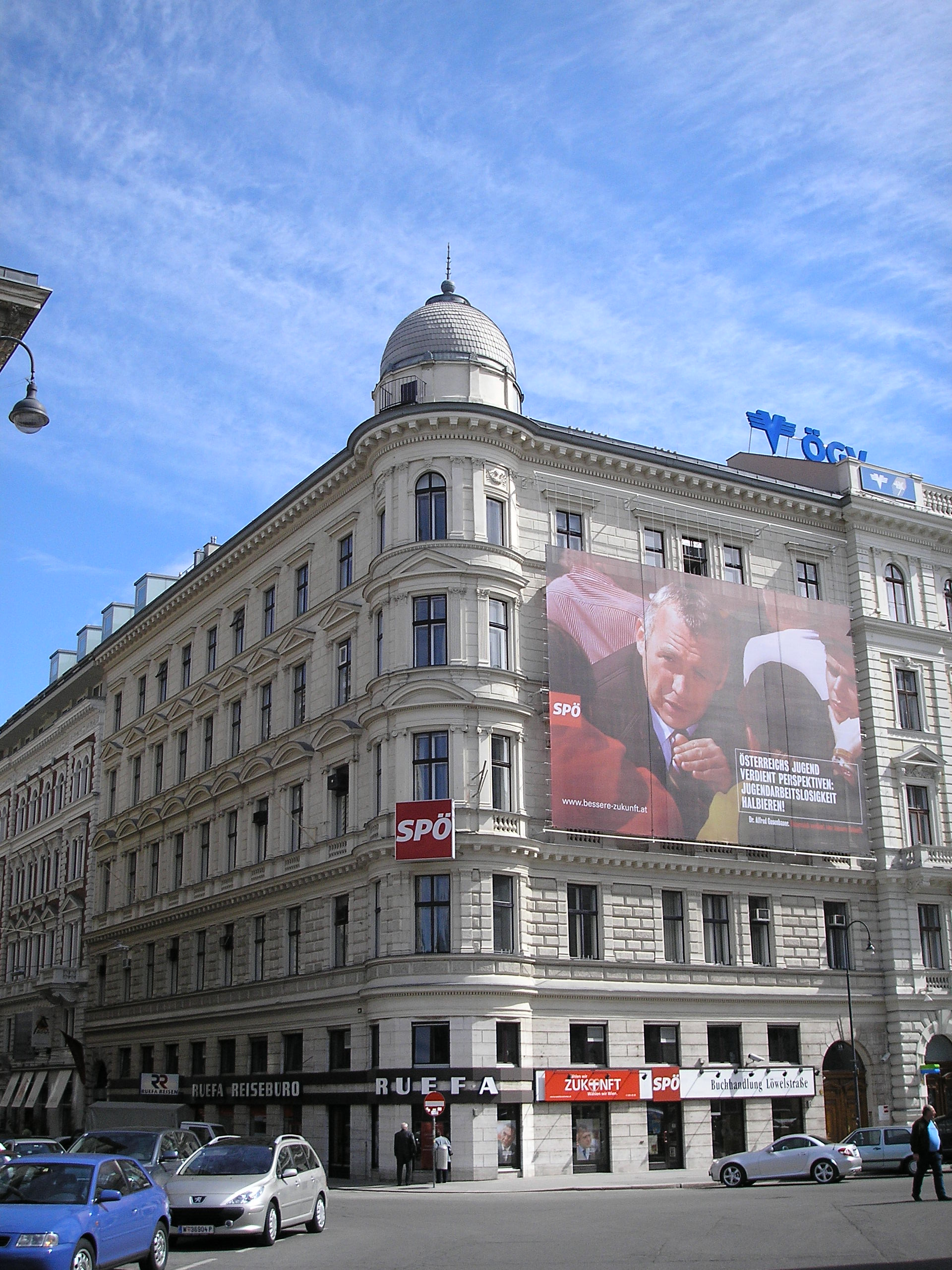
Штаб-квартира СДПА в Вене.

СДПА состоит из партийных членов (parteimitglied), каждый из которых платит обязательные взносы, партийные члены объединены в местные организации (ortsorganisation), местные организации в окружные организации (bezirksorganisation), окружные организации из земельных организаций (landesorganisation).
Высший орган — федеральный съезд (bundesparteitag) (до 1920 г. — имперский съезд (reichsparteitag)), между федеральными съездами — федеральный совет (bundesparteirat), между федеральными советами — федеральное правление (bundesparteivorstand) (до 1920 г. — имперское руководство (reichsparteileitung)), исполнительный орган — федеральный президиум (bundesparteipräsidium), высшее должностное лицо — федеральный председатель (bundesparteivorsitzender), прочие должностные лица — заместители федерального председателя (Stellvertretender Bundesparteivorsitzender), федеральный казначей (BundesparteikassierIn), федеральный директор (BundesgeschäftsführerInnen), высший контрольный орган — федеральный арбитражный суд (bundesschiedsgericht), высший ревизионный орган — федеральная контрольная комиссия (bundeskontrollkommission).
Земельные организации
Земельные организации соответствуют землям (до 1920 г. — коронным землям).
Высший орган земельной организации — земельный съезд (landesparteitag), между земельными съездами — земельный совет (landesparteirat), между земельными советами — земельное правление (landesparteivorstand), исполнительный орган земельной организации — земельный президиум (landesparteipräsidium), высшее должностное лицо земельной организации — земельный председатель (landesvorsitzender), прочие должностные лица — заместители земельного председателя (stellvertretenderIn Landesparteivorsitzender), земельный казначей (landesparteikassierIn), земельный директор (LandesgeschäftsführerInnen), контрольный орган земельной организации — земельный арбитражный суд (landesschiedskommission), ревизионный орган земельной организации — земельный контроль (Landeskontrolle).
Окружные организации
Окружные организации соответствуют округам и статуарным городам.
Высший орган окружной организации — окружная конференция (bezirkskonferenz), между окружными конференциями — окружное правление (bezirksvorstand), высшее должностное лицо — окружной председатель (bezirksvorsitzender), прочие должностные лица — заместители окружного председателя (stellveretreterIn der bezirksvoritzender), окружной казначей (bezirkskassierIn), окружной секретарь (bezirksschriftführerIn), контрольный орган окружной организации — окружной арбитражный суд (bezirksschiedsgricht), ревизионный орган окружной организации — окружной контроль (bezirkskontrolle).
Местные организации
Местные организации соответствуют общинам, городам и частям мест.
Высший орган местной организации — местное общее собрание (ortsmitgliederversammlung), в особо крупных местных организациях — местная конференция (ortskonferenz), между общими собраниями — местный комитет (ortsausschuss), высшее должностное лицо местной организации — местный председатель (ortsvorsitzender), прочие должностные лица — заместители местного председателя (stellvertreterIn der ortsvorsitzender), местный казначей (ortskassierIn), местный секретарь (ortsschriftführerIn), ревизионный орган местной организации — местный контроль (ortskontrolle).
Секции
Секции соответствуют частям городов и общин. Могут создаваться при наличии достаточного количества членов проживающих в части города или общины.
Высший орган секции — секционное общее собрание (sektionsmitgliederversammlung), между секционными общими собраниями — секционный комитет (sektionsauschuss), высшее должностное лицо секции — секционный председатель (sektionsvorsitzender), прочие должностные лица — заместители секционного председателя (stellveretreterIn der sektionsvoritzender), секционный казначей (sektionskassierIn), секционный секретарь (sektionsschriftführerIn), ревизионный орган секции — секционный контроль (sektionskontroll).
Учебные организации
- Венская партийная школа — важное и старейшее учебное учреждение Венской СДПА. Основана в 1924 году[5].

### Ассоциации
- Молодёжная организация СДПА — Социалистическая молодёжь Австрии (Sozialistische Jugend Österreich, СМА) (до 1934 года — Социалистическая рабочая молодёжь (Sozialistische Arbeiter-Jugend))
- Система женских правлений — федеральное женское правление (bundesfrauenvorstand), земельные женские правления (landesfrauenvorstand) и (редко) окружные женские правления (bezirksfrauenvorstand), система женских конференций — федеральная женская конференция (bundesfrauenkonferenz), земельные общие собрания (landesfrauenmitgliederversammlung) и (редко) окружные общие собрания (bezirksfrauenmitgliederversammlung) и система женских президиумов — федеральный женский президиум (bundesfrauenpräsidium), земельные женские президиумы (landesfrauenpräsidium) и окружные женские президиумы (bezirksfrauenpräsidium)
- Ассоциация социалистических студенток и студентов Австрии (Verband Sozialistischer Studentinnen und Studenten Österreichs, VSStÖ)
- Действие сознательных школьниц и школьников (Aktion Kritischer Schülerinnen und Schüler, AKS)
- «Красные соколы» (Rote Falken)
- Ассоциация пенсионеров Австрии (Pensionistenverband Österreichs, PVÖ)
- Фракция социал-демократических профсоюзных функционеров (Fraktion Sozialdemokratischer Gewerkschafter, FSG), её крупные окружные ассоциации могут иметь производственные группы (betriebsgruppe) на предприятиях
- Система федераций социал-демократических общинных представителей (Verband sozialdemokratischer Gemeindevertreter im Burgenland) на земельном и окружном уровнях
- Социал-демократическая бизнес-ассоциация (Sozialdemokratischer Wirtschaftsverband, SWV)
- Крестьяне в СДПА (SPÖ-Bauern)
- Союз социал-демократических учёных, интеллектуалов и художников (Bund Sozialdemokratischer Akademikerinnen und Akademiker, Intellektueller, Künstlerinnen und Künstler, BSA)
- Союз автомобилистов, мотоциклистов и велосипедистов Австрии (Auto-, Motor- und Radfahrerbund Österreichs, ARBÖ)
- Ассоциация рабочих-рыбаков Австрии (Verband der Arbeiter-Fischervereine Österreichs, VAFVÖ)
- Рабочее общество спорта и физической культуры (Arbeitsgemeinschaft für Sport und Körperkultur in Österreich, ASKÖ)
- Союз работников скорой помощи (Arbeiter-Samariter-Bund Österreichs, ASBÖ) (молодёжная организация — «Самаритянская молодёжь» (Samariterjugend))
- «Друзья природы» (Naturfreunde) (молодёжная организация «Молодёжь Друзей Природы Австрии» (Naturfreundejugend Österreich))
- Институт Реннера (Dr.-Karl-Renner-Institut)

Ассоциации состоят из земельных организаций, крупные земельные организации из окружных организаций, крупные окружные организации СМА из местных групп (ortsgruppe).
Высший орган ассоциации — федеральный конгресс (bundeskonferenz), между федеральными конференциями — федеральное правление (bundesvorstand), высшее должностное лицо ассоциации — федеральный председатель (bundesvorsitzender),
Земельные организации ассоциаций
Земельные организации ассоциаций соответствуют землям. Наиболее многочисленны в СМА.
Высший орган земельной организации ассоциации — общие собрания, в крупных земельных организациях ассоциаций — земельная конференция (landeskonferenz), между земельными конференциями — земельное правление (landesvorstand), высшее должностное лицо земельной организации ассоциации — земельный председатель (landesvorsitzender),
Окружные организации ассоциаций
Окружные организации ассоциаций соответствуют округам и статуарным городам, повсеместно существуют только в СМА
Высший орган окружной ассоциации — общее собрание, в крупных окружных организаций СМА — окружная конференция (bezirkskonferenz), между окружными конференциями — окружное правление (bezirksvorstand), высшее должностное лицо окружной организации ассоциации — окружной председатель (bezirksvorsitzender).
Местные группы СМА
Местные группы СМА соответствуют общинам, городам и частям мест, в ряде земель — деревням. Существуют не повсеместно.
Высший орган местной группы СМА — общее собрание, между общими собраниями — правление местной группы (ortsgruppenvorstand), высшее должностное лицо местной группы СМА — председатель местной группы (ortsgruppenvorsitzender).

### Печатные органы
- теоретический орган — журнал «Цукунфт» («Die Zukunft»).